# 燕站
燕站（日语：／ Tsubame eki */?）是位於新潟縣燕市燕（本町）2番地，東日本旅客鐵道（JR東日本）的彌彥線車站。

## 歷史
- 1922年（大正11年）4月20日：越後鐵道 西吉田（現時：吉田）至此站之間開通，此站啟用[1]。
- 1925年（大正14年）4月10日：此站至一之木戶（現時：東三條）之間開通。
- 1927年（昭和2年）10月1日：越後鐵道被國有化。成為官設鐵道車站。
- 1933年（昭和8年）8月15日：新潟電鐵線（後來為新潟交通（日语：新潟交通）電車線（日语：新潟交通電車線））此站至白根之間開通，全線開通。
- 1967年（昭和42年）
  - 現時的車站大樓竣工。
  - 9月1日：新潟交通電車線的車站大樓建設靠近東三條一方[3]。
- 1984年（昭和59年）1月20日：結束貨物起卸業務。
- 1987年（昭和62年）4月1日：伴隨國鐵分割民營化，車站由東日本旅客鐵道（JR東日本）營運[4]。
- 1990年（平成2年）12月1日：開設綠色窗口[5]。
- 1993年（平成5年）8月1日：新潟交通電車線此站至月潟之間廢止[2]。
- 2008年（平成20年）3月15日：此站開始可以使用IC卡「Suica」[6]。
- 2010年（平成22年）11月：商店「Kiosk」結業[1]。

## 車站構造
此站是地面車站，設有2面2線的相對式月台。兩月台之間設有跨線橋連接。基本上，兩方向列車會使用車站大樓一方的1號月台，當需要進行列車交會時，才會使用2號月台。
此站是由燕三條站管理的業務委託車站，委托了JR新潟Business負責車站業務。車站大樓內設有綠色窗口（營業時間：7:20 - 17:20，中間設有休息時間）、自動售票機、簡易Suica閘機（入閘和出閘用各1台）、候車室和廁所。車站大樓鄰接派出所和2層高的單車停泊處。
曾經此站設有車站蕎麥麵店和商店，均已經結業。
另外，在1993年前曾經可轉乘新潟交通電車線。新潟交通的燕站位於檢票口外左手邊，現時派出所的設置附近（上面相片右邊，白色建築物是燕警署、燕站前派出所）。電車線的月台是在現時相對式月台2號月台對面，當時為3號月台。跨線橋與彌彥線共用。另外，在站內北邊設有留置線。現時上述設備已經撤走。遺址進行了土地整理項目，成為住宅區。

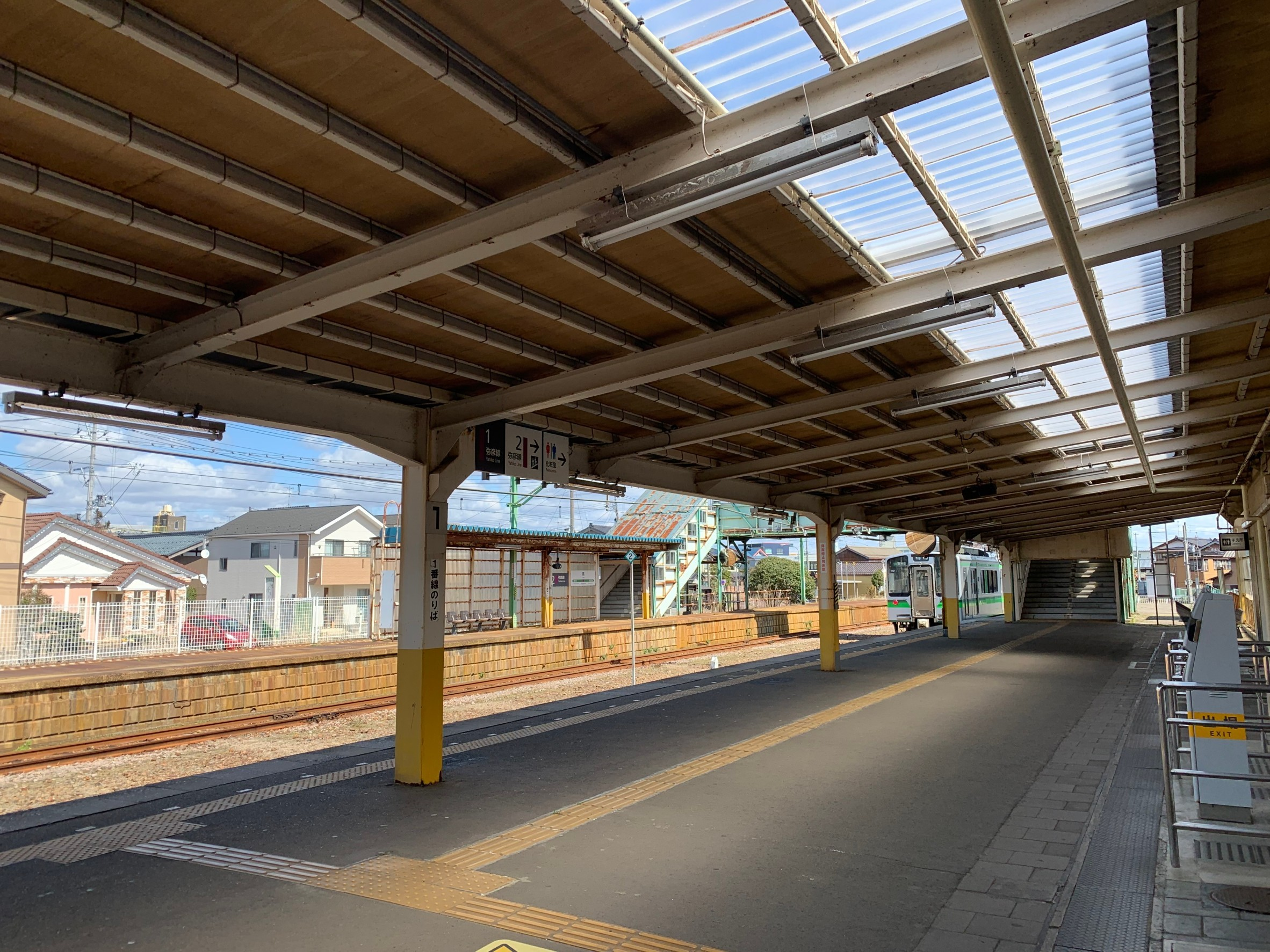
月台（2020年3月）
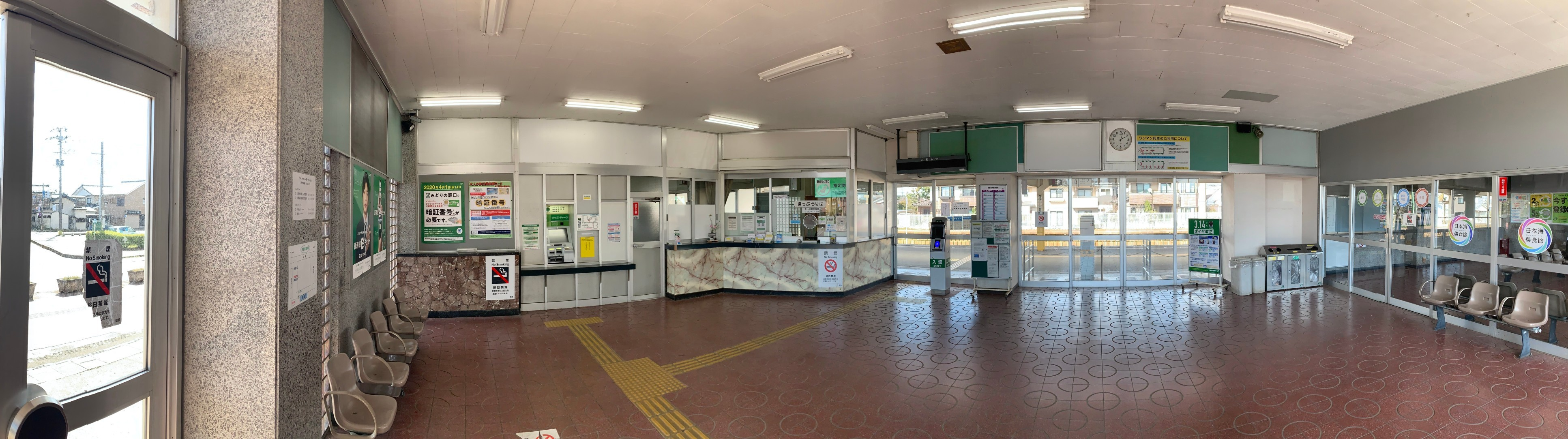
檢查口周邊（2020年3月）

### 月台
| 月台 | 路線    | 上下行 | 方向       |
| ---- | ------- | ------ | ---------- |
| 1、2 | ■彌彥線 | 下行   | 東三條方向 |
| 1、2 | ■彌彥線 | 上行   | 彌彥方向   |

## 利用狀況
根據「JR東日本」的資料，在2019年度（令和元年度）1日平均乘車人次為914人。
以下列出近年乘車人次變化：
| 年度               | 1日平均 乘車人次 | 參考資料        |
| ------------------ | ---------------- | --------------- |
| 1981年（昭和56年） | 4,086            | [ 利用客数 2 ]  |
| 2000年（平成12年） | 1,418            | [ 利用客数 3 ]  |
| 2001年（平成13年） | 1,339            | [ 利用客数 4 ]  |
| 2002年（平成14年） | 1,286            | [ 利用客数 5 ]  |
| 2003年（平成15年） | 1,245            | [ 利用客数 6 ]  |
| 2004年（平成16年） | 1,188            | [ 利用客数 7 ]  |
| 2005年（平成17年） | 1,155            | [ 利用客数 8 ]  |
| 2006年（平成18年） | 1,104            | [ 利用客数 9 ]  |
| 2007年（平成19年） | 1,126            | [ 利用客数 10 ] |
| 2008年（平成20年） | 1,157            | [ 利用客数 11 ] |
| 2009年（平成21年） | 1,099            | [ 利用客数 12 ] |
| 2010年（平成22年） | 1,140            | [ 利用客数 13 ] |
| 2011年（平成23年） | 1,184            | [ 利用客数 14 ] |
| 2012年（平成24年） | 1,178            | [ 利用客数 15 ] |
| 2013年（平成25年） | 1,137            | [ 利用客数 16 ] |
| 2014年（平成26年） | 1,069            | [ 利用客数 17 ] |
| 2015年（平成27年） | 1,040            | [ 利用客数 18 ] |
| 2016年（平成28年） | 1,026            | [ 利用客数 19 ] |
| 2017年（平成29年） | 957              | [ 利用客数 20 ] |
| 2018年（平成30年） | 959              | [ 利用客数 21 ] |
| 2019年（令和元年） | 914              | [ 利用客数 1 ]  |

## 車站周邊

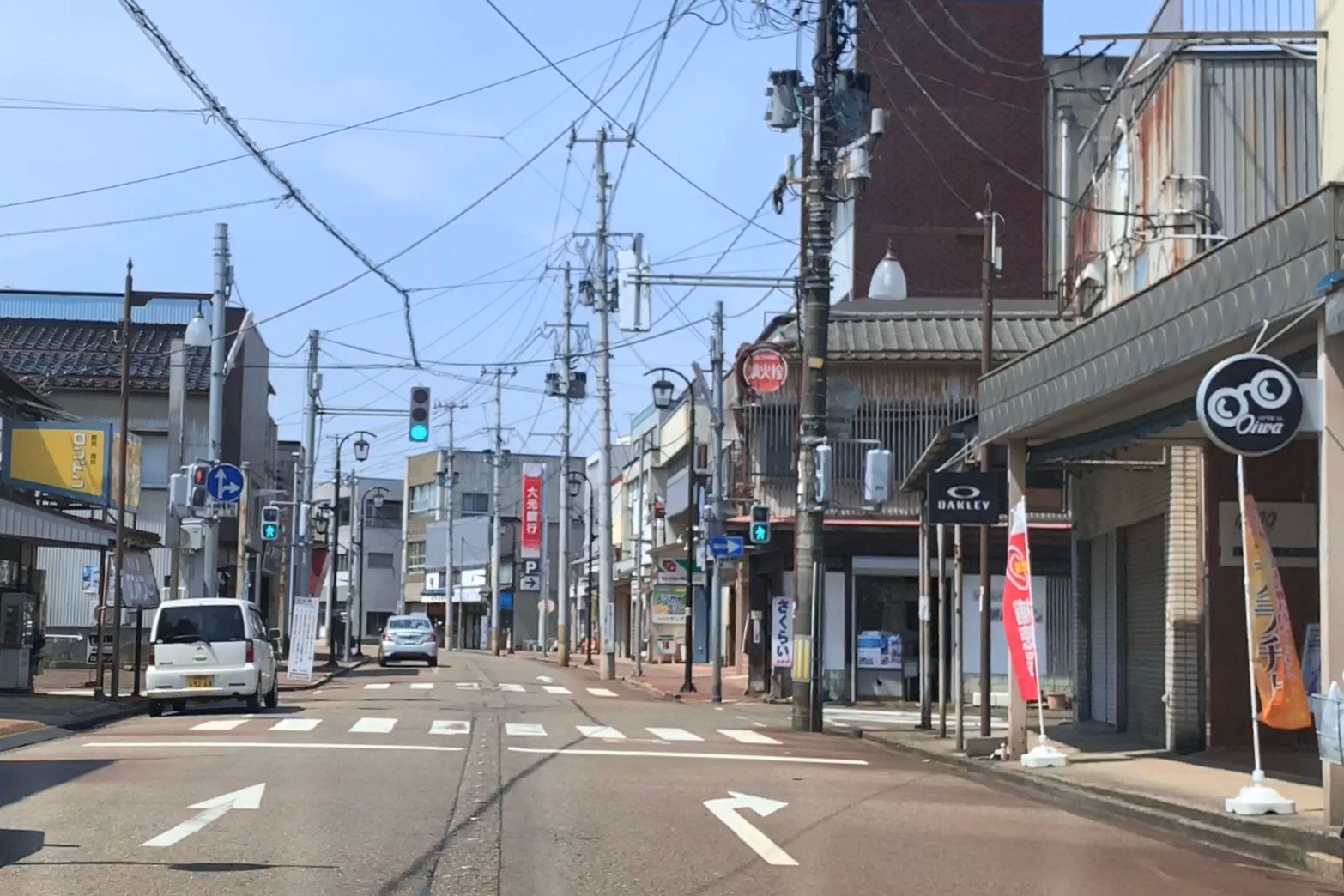
由於中之口川船運發達的古老市區（Sun Road宮町）。在3日和8日會舉行市集（拍攝日期為非舉行日）。在2013年前設置了全蓋式騎樓。

車站位於燕市中心。設有商店和住宅。
- 燕市政廳燕廳舍
- 燕中央通郵局
- Sun Road宮町商店街
- 燕市立燕東小學
- 三條信用金庫（日语：三条信用金庫） 燕分店
- 玉川堂
- 新潟縣道161號燕停車場線（日语：新潟県道161号燕停車場線）
- 新潟縣道44號新潟燕線（日语：新潟県道44号新潟燕線）
- 中之口川（日语：中ノ口川）

## 巴士路線

周邊的巴士路線圖。也可參見高速巴士路線圖、[https://commons.wikimedia.org/wiki/File:Linemap_of_Buses_in_Niigata_Echigo.svg 吉田、分水方向路線圖

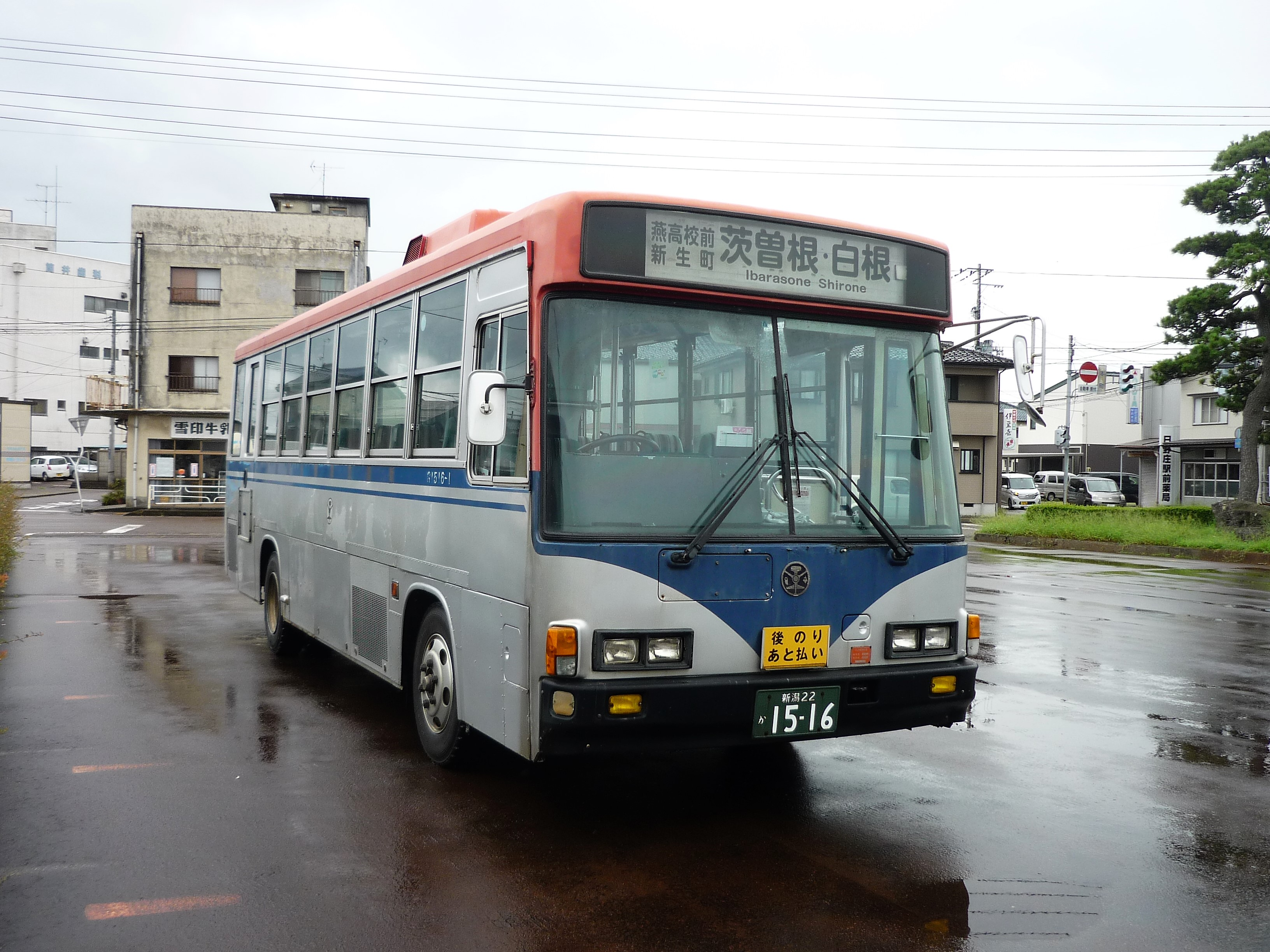
於站前到發，新潟交通電車線的替代巴士服務，新潟交通觀光巴士路線

在站前迴旋路內設有新潟交通觀光巴士、越後交通和燕市循環巴士「燕號」巴士站。設有以下路線運行。（截至2018年11月）
- 新潟交通觀光巴士
  - 【高速】新潟站前
  - 經新生町、六分、月潟　前往白根
  - 經新生町、新飯田橫町、茨曾根　前往白根
  - 經花園町　前往新生町
  - 前往新潟縣立燕中等教育學校（日语：新潟県立燕中等教育学校）
  - 經佐渡、勞災醫院　前往新飯田新町

- 越後交通
  - 經八王寺 前往東三條站前（部分班次途經濟生會三條醫院）
  - 經分水站前　前往寺泊 （早上只有一班）

- 燕市循環巴士（日语：燕市循環バス）
  - 燕號　長辰～燕三條站

## 相鄰車站
東日本旅客鐵道（JR東日本）
■彌彥線
西燕－燕－燕三條

### 曾經存在的路線
新潟交通
電車線
灰方－燕

## 注腳

### 利用狀況
1. 1 2  . 東日本旅客鐵道.   [2020-07-18]. （原始内容存档于2020-07-10） （日语）.
2. ↑  新潟鐵道管理局數據。
3. ↑  . 東日本旅客鐵道.   [2019-04-04]. （原始内容存档于2019-03-27） （日语）.
4. ↑  . 東日本旅客鐵道.   [2019-04-04]. （原始内容存档于2019-03-27） （日语）.
5. ↑  . 東日本旅客鐵道.   [2019-04-04]. （原始内容存档于2019-03-27） （日语）.
6. ↑  . 東日本旅客鐵道.   [2019-04-04]. （原始内容存档于2019-03-27） （日语）.
7. ↑  . 東日本旅客鐵道.   [2019-04-04]. （原始内容存档于2019-03-27） （日语）.
8. ↑  . 東日本旅客鐵道.   [2019-04-04]. （原始内容存档于2019-03-27） （日语）.
9. ↑  . 東日本旅客鐵道.   [2019-04-04]. （原始内容存档于2019-03-27） （日语）.
10. ↑  . 東日本旅客鐵道.   [2019-04-04]. （原始内容存档于2019-04-02） （日语）.
11. ↑  . 東日本旅客鐵道.   [2019-04-04]. （原始内容存档于2019-03-27） （日语）.
12. ↑  . 東日本旅客鐵道.   [2019-04-04]. （原始内容存档于2019-03-27） （日语）.
13. ↑  . 東日本旅客鐵道.   [2019-04-04]. （原始内容存档于2019-03-27） （日语）.
14. ↑  . 東日本旅客鐵道.   [2019-04-04]. （原始内容存档于2019-03-27） （日语）.
15. ↑  . 東日本旅客鐵道.   [2019-04-04]. （原始内容存档于2018-10-26） （日语）.
16. ↑  . 東日本旅客鐵道.   [2019-04-04]. （原始内容存档于2016-04-04） （日语）.
17. ↑  . 東日本旅客鐵道.   [2019-04-04]. （原始内容存档于2019-03-27） （日语）.
18. ↑  . 東日本旅客鐵道.   [2019-04-04]. （原始内容存档于2019-03-23） （日语）.
19. ↑  . 東日本旅客鐵道.   [2019-04-04]. （原始内容存档于2019-03-27） （日语）.
20. ↑  . 東日本旅客鐵道.   [2019-04-04]. （原始内容存档于2019-03-25） （日语）.
21. ↑  . 東日本旅客鐵道.   [2019-07-24]. （原始内容存档于2019-07-05） （日语）.

## 外部連結
- 車站資訊（燕）：東日本旅客鐵道（日語）